# بخش مرکزی شهرستان جیرفت
بخش مرکزی یکی از بخش‌های شهرستان جیرفت در استان کرمان ایران است.

## تقسیمات کشوری
- بخش اسفندقه شهرستان جیرفت
  - دهستان اسلام‌آباد
  - دهستان دولت‌آباد
  - دهستان خاتون‌آباد
  - دهستان هلیل

شهر: جیرفت و علی‌آباد

## جمعیت
بنابر سرشماری مرکز آمار ایران، جمعیت بخش مرکزی شهرستان جیرفت در سال ۱۳۹۵ برابر با ۱۹۱،۴۶۰ نفر بوده‌است.